# Quai de la Rapée
Der Quai de la Rapée ist eine Straße am Seineufer im 12. Arrondissement von Paris.

## Lage
Der Quai de la Rapée beginnt in der Nähe der Metrostation gleichen Namens beim Boulevard de la Bastille und führt, zum Teil mehrspurig, zum Quai de Bercy.

## Namensursprung
Der Name der Straße bezieht sich auf das Lehen de la Rapée (Fief de la Rapée).

## Geschichte

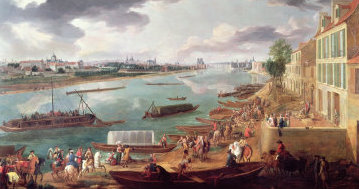
Quai de la Rapée, Sicht auf Paris (Ende XVII., Anfang XVIII. Jahrhundert)

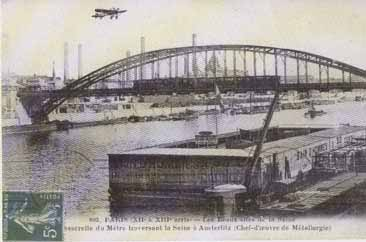
Quai de la Rapée
(Anfang XX. Jahrhundert)

Die Priori Saint-Martin-des-Champs hatte in Conflans, einem Ortsteil von Charenton-le-Pont, 1098 die Lehnsrechte (französisch droits seigneuriaux). Zugleich hatten sie ab 1119 einen Verkaufsstand in den Halles, wo sie einen Tresterwein (vin de râpure oder râpé) verkauften. Der Wein musste nach Paris geschafft werden, was auf der Seine am einfachsten war: So entstand der Port de la Rapée. Im Laufe der Zeit wurden die Grundstücke samt den damit verbundenen Rechten säkularisiert und es gab dann auch einen «Monsieur de la Rapée».
La Rapée war ein Lieu-dit, der zur Priori Saint-Martin-des-Champs, ein Ortsteil von Charenton-le-Pont, gehörte. Der an der Seine entlangführende Weg wurde im 18. Jahrhundert «Weg am Fluss» (französisch Chemin le long de la rivière) genannt. Er war gebührenpflichtig, wenn man den Übergang über den Abflussgraben der Pariser Kanalisation benutzen wollte.
Seit 1978 ist er ein Abschnitt der Voie Georges-Pompidou, einer der zum Teil mehrspurigen Straßen entlang der Seine.

## Schiffsanleger für den Kohleumschlag
Das Maison Breton am 58-62 Quai de la Rapée war um 1916–1941 eine Brennstoffhandlung. Das Unternehmen entwickelte sich aufgrund der günstigen Lage zu einem der führenden Brennstoffhändler in Paris. Es fusionierte im April 1941 mit den Etablissements Maison Bernot Frères und den Etablissements Juglar, wodurch sich das Kapital auf 15,5 Millionen Franc erhöhte. Im April 1943 erhöhte es sich durch die Ausgabe von 155.000 Aktien zu 100 Francs zu 110 Francs auf 31 Millionen Franc.